# Lupita Jones

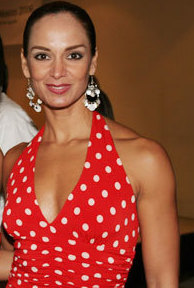
Lupita Jones

María Guadalupe (Lupita) Jones Garay (Mexicali, 6 september 1967) is een Mexicaans model. In 1991 won zij de Miss Universeverkiezing.
Jones studeerde bedrijfsadministratie in haar geboorteplaats. Als vertegenwoordigster voor haar geboortestaat Neder-Californië won ze in 1990 de Miss Mexicoverkiezing, en was zij de kandidate voor Mexico op de Miss Universeverkiezing in Las Vegas van 1991.
Na 1991 heeft ze zich op het zakenleven gestort en is zij onder andere organisatrice van de Miss Mexicoverkiezingen geworden.
- Gemeinsame Normdatei: 1169676332
- International Standard Name Identifier: 0000 0000 3142 8713
- Library of Congress Control Number: n94007005
- Virtual International Authority File: 50910487
- WorldCat: E39PBJcWpVYtpM8tJfJTC36Myd